# Церква Сурб-Акоб (Таганрог)
Церква Сурб Акоб (рос. Церковь Сурб Акоб, вірм. Սուրբ Հակոբ եկեղեցի) — храм в місті Таганрог Ростовської області. Належав до Вірменської апостольської церкви. 
Розташовувався по вул. Грецькій, 62.

## Історія
Заселення вірменами Донських земель відбувалося більше двох століть тому. 14 листопада 1779 року Катерина II видала Указ про переселення християнського населення, включаючи вірмен, з Криму в Приазов'я. У 1779 році тисячі вірмен прибули на нове місце проживання в Нахічевань-на-Дону, Таганрог, Донські села. До кінця ХІХ століття в Таганрозі проживало близько тисячі вірмен. Для духовного життя парафіян виникла необхідність будівництва вірменської церкви.
У 1895 році у місцевого вірменського населення з'явилися думки про будівництво в місті церкви. Територію для будівництва церкви вирішив пожертвувати купець, власник тютюнової фабрики, вірменин за національністю Яків Михайлович Серебряков. Питання про будівництво церкви для городян вірмено-григоріанського віросповідання обговорювалося також за участю московського купця Шорникова. Я.М. Серебряков передав під будівництво свій власний маєток з Грецької вулиці буд. № 50 (нині 62) із будівлями.
В листопаді 1897 року вирішено питання про зведення храму і почався збір пожертвувань для його спорудження. Чисельність вірмен до цього часу в місті досягала восьмисот осіб. Жертводавцями були багаті підприємці, серед них: брати Адабашеві, брати Багдасарові, Мардиросов, Тер-Арутюнов, Оганесянц, Хальдримянц та ін.
У 1897 році Новонахічевано-Бессарабська консисторія звернулася з проханням у Ечміадзінський Священний Синод дати дозвіл на будівництво в Таганрозі молитовного будинку. 12 серпня 1899 року Департамент духовних справ видав дозвіл на будівництво в Таганрозі церкви на землі, подарованій Серебряковим. Закладка храму та освячення місця будівництва відбулося 21 травня 1900 року.
У жовтні 1901 року будівлю церкви побудовано і звільнено від будівельних лісів. Храм був побудований в стилі вірмено-григоріанських старих церков. Його особливістю були конусоподібні купола над будівлею і примикаючою дзвіницею.
Храм вирішено присвятити Святому Якову. Пам'ять про святого святкується у жовтні. У присутності вірменських священиків і місцевих вірмен в квітні 1908 року на церкві встановлені хрести, а в 1904 році встановлений іконостас. Внутрішнє оздоблення храму переривалася від хронічної нестачі коштів, але завершено до 1906 року. Храм освятили 19 березня 1906 року. На освячення храму з Нахічевані приїхав архімандрит Муше, священнослужителі, хор півчих. Першим старостою храму був С.К. Адабашев, першим священиком — Ованес Оксентьянц.
З 1913 року при храмі працювала церковноприходська школа.
У роки радянської влади в храмі складено опис майна. B 1922 році з вірменської церкви Сурб-Акоб в дохід держави вилучили хрест, п'ять ікон з окладом зі срібла, лампади.
У жовтні 1929 року постановою міськради № 1151 всі церкви міста Таганрога були передані під клуби та зерносховища. Руйнування будівлі церкви почалося в серпні 1930 року. У подальшому храм знесено і на його місці побудовано триповерховий житловий будинок.